# Antonio Schinella Conti
Antonio Schinella Conti (Padova, 22 gennaio 1677 – Padova, 6 aprile 1749) è stato un fisico, matematico, storico, filosofo e drammaturgo italiano.

## Biografia
Noto come Abate Conti e famoso per essere stato arbitro nella controversia tra Leibniz e Newton, circa l'invenzione del calcolo infinitesimale, nel 1715 in Inghilterra.
Fu a lungo a Parigi dove si legò in amicizia con Charles Francois Du Fay, noto per gli esperimenti fisici che conduceva all'Accademia delle Scienze e dove discusse direttamente con Malebranche.
Una volta tornato in Italia, si ritirò in ozio letterario tra Padova e Venezia. Morì nel 1749. Di lui esiste una statua in Prato della Valle, opera dello scultore padovano Felice Chiereghin, che venne eretta nel 1781 da Carolina de' Conti.
Scrisse trattati riguardanti la struttura della tragedia, e nel caso del Trattato dei fantasmi poetici, discusse la funzione dei cori. Tra le sue tragedie, la più significativa fu il Giulio Cesare. Ne scrisse altre tre, tutte di soggetto romano: Marco Bruto (1742), Giunio Bruto (1743) e Druso (1748).
Nel 1751 apparvero a Firenze in volume unico le quattro opere teatrali, accompagnate ciascuna da una prefazione dell'autore.

## Opere

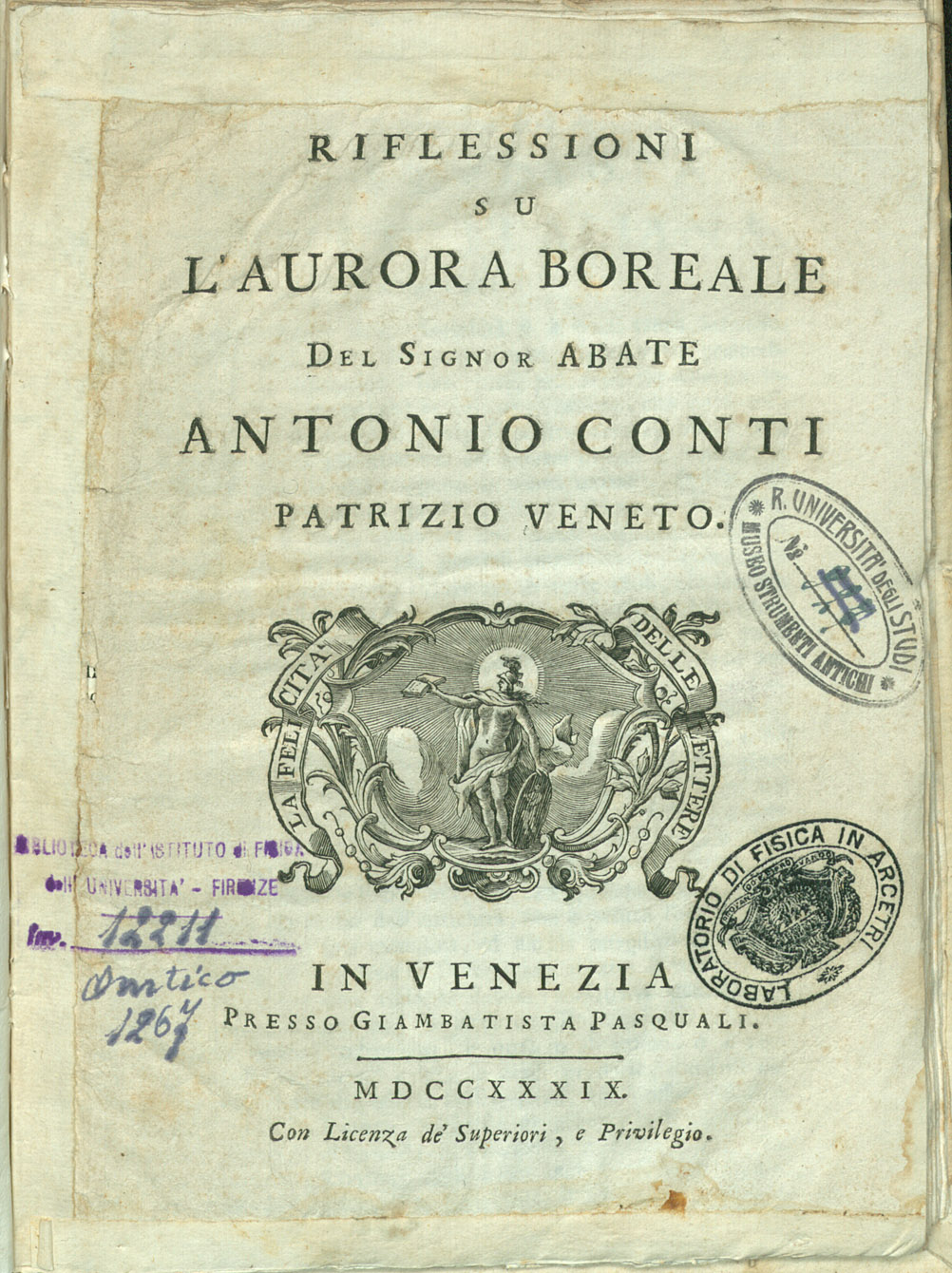
Riflessioni su l'aurora boreale, 1739

- Riflessioni su l'aurora boreale, Venezia, Giovanni Battista Pasquali, 1739.
- Prose, e poesie, vol. 1, Venezia, Giovanni Battista Pasquali, 1739.
- Prose, e poesie, vol. 2, Venezia, Giovanni Battista Pasquali, 1756.
- Versioni poetiche, Bari, Laterza, 1966.